# Bettina Allamoda

Bettina Allamoda 2025, Foto-Ecke bei der Veranstaltung Editathon in Berlin – Die Frauen der Villa Massimo im Kulturforum Berlin, Fotograf Dennis Peschel

Bettina Allamoda (* 1964 in Chicago) ist eine deutsche Künstlerin, die in Berlin lebt und arbeitet.

## Leben und Werdegang
Ihre Kindheit und Jugend verbrachte Bettina Allamoda in den Städten Montreal, Istanbul, Bonn und Wien, wo sie den Schulabschluss der Matura erwarb. 1982 zog sie nach Berlin, wo sie 1983 mit dem Kunststudium begann. Allamoda studierte an der Universität der Künste Berlin (damals Hochschule der Künste – HdK) und dem Central Saint Martin’s College in London mit dem Schwerpunkt Bildhauerei.
Ihre Arbeit Gothic New Wave – Architectural Warhol wurde vom Deutschen Bundestag als Kunstankauf für das Paul-Löbe-Haus in Berlin erworben. 2017 erhielt Bettina Allamoda den Rompreis Villa Massimo.

## Ausstellungen (Auswahl)
- 2023: Außendekoration/Inneneinrichtung, Mies van der Rohe Haus, Berlin[6]
- 2018: Spandex Studies, Deutsche Akademie Rom Villa Massimo
- 2015: Newbuild, Kunstverein am Rosa-Luxemburg-Platz, Berlin
- 2013: No Go – The Exorcist Revisited/Brick Security, Kunsthaus Erfurt
- 2010: Public Fabric, gemeinsam mit Rainer Kamlah, BM Suma Contemporary Art Center, Istanbul
- 2009: Wall Wear/Nation Building, Galerie Hubert Bächler, Zürich
- 2008: To Die For, gemeinsam mit Werken von Nikolaus Utermöhlen, Galerie September, Berlin

## Stipendien, Preise und Auszeichnungen (Auswahl)
- 2024: Kulturakademie Tarabya, Istanbul[7]
- 2017/18: Rompreis Villa Massimo
- 2016: Kulturverwaltung des Berliner Senats
- 2014: Künstlerhaus Schöppingen
- 2012: Artist in Residence, Art Center College of Design, Pasadena
- 2011: Auslandsstipendien des Berliner Senats in Los Angeles
- 2007: Kulturverwaltung des Berliner Senats
- 2006: Artist in Residence, Universalmuseum Joanneum, Neue Galerie Graz
- 2002: Stiftung Kunstfonds Bonn
- 2001: Cité internationale des arts Paris